# Giovanni Parisi
Giovanni Parisi (Vibo Valentia, 2 december 1967 – Voghera, 25 maart 2009) was een Italiaans olympisch kampioen in het boksen. Hij won de gouden medaille bij de vedergewichten (tot 57 kilogram) op de Olympische Spelen van 1988 in Seoel.
Parisi begon zijn professionele bokscarrière in 1989. Op 25 september 1992 won hij de vacante wereldtitel bij de lichtgewichten bij de WBO (World Boxing Organization) door Javier Altamirano te verslaan, van deze titel deed hij in 1994 vrijwillig afstand. In 1995 daagde hij de Mexicaan Julio César Chávez uit om de WBC (World Boxing Council) wereldtitel bij de licht-weltergewichten, waarvan hij verloor op beslissing.
Op 9 maart 1996 won hij de wereldtitel bij de licht-weltergewichten bij de WBO door titelhouder Sammy Fuentes te verslaan, verdedigde deze titel zes keer succesvol en op 29 mei 1998 raakte hij de titel kwijt aan Carlos Gonzalez. De wedstrijd tegen de door hem uitgedaagde WBO titelhouder bij de, zwaardere, weltergewichten, Daniel Santos, werd door hem verloren door middel van een knock-out in de vierde ronde.
Parisi bokste 47 officiële wedstrijden. Hiervan won hij er 41 (29 partijen door k.o.), verloor hij er vijf, en bij één wedstrijd trok hij zich terug.
Giovanni Parisi kwam op 25 maart 2009 op 41-jarige leeftijd om het leven bij een auto-ongeluk nabij zijn woonplaats Voghera.
1904: Oliver Kirk ·
1908: Richard Gunn ·
1920: Paul Fritsch ·
1924: Jackie Fields ·
1928: Bep van Klaveren ·
1932: Carmelo Robledo ·
1936: Oscar Casanovas ·
1948: Ernesto Formenti ·
1952: Ján Zachara ·
1956: Vladimir Safronov ·
1960: Francesco Musso ·
1964: Stanislav Stepasjkin ·
1968: Antonio Roldán ·
1972: Boris Koeznetsov ·
1976: Ángel Herrera ·
1980: Rudi Fink ·
1984: Meldrick Taylor ·
1988: Giovanni Parisi ·
1992: Andreas Tews ·
1996: Somluck Kamsing ·
2000: Bekzat Sattarchanov ·
2004: Aleksej Tisjtsjenko ·
2008: Vasyl Lomatsjenko ·
2020: Albert Batyrgaziejev ·
2024: Abdumalik Khalokov
- Library of Congress Control Number: no2011015586
- Virtual International Authority File: 168115761
- WorldCat: E39PBJcGrP3cMQBkpRm3F3FkDq